# How I Met Your Mother (phần 7)
Phần thứ bảy của loạt phim hài kịch tình huống truyền hình dài tập Hoa Kỳ How I Met Your Mother được xác nhận vào tháng 3 năm 2011, cùng việc công bố về phần tám của bộ phim. Phần phim này được công chiếu trên đài CBS ngày 19 tháng 9 năm 2011 với hai tập phim chiếu liên tiếp và kết thúc vào ngày 14 tháng 5 năm 2012.

## Dàn diễn viên

### Diễn viên chính
- Josh Radnor trong vai Ted Mosby (24 tập)
- Jason Segel trong vai Marshall Eriksen (24 tập)
- Cobie Smulders trong vai Robin Scherbatsky (24 tập)
- Neil Patrick Harris trong vai Barney Stinson (24 tập)
- Alyson Hannigan trong vai Lily Aldrin (24 tập)
- Bob Saget trong vai Ted Tương lai (lồng tiếng) (không được ghi tên) (24 tập)

### Dàn diễn viên phụ
- Kal Penn trong vai Kevin (9 tập)
- Lyndsy Fonseca trong vai Penny (7 tập)
- David Henrie trong vai Luke (7 tập)
- Becki Newton trong vai Quinn Garvey (7 tập)
- Nazanin Boniadi trong vai Nora (5 tập)
- Chris Elliott trong vai Mickey Aldrin (5 tập)
- Ellen D. Williams trong vai Patrice (4 tập)
- Ashley Williams trong vai Victoria (4 tập)
- Alexis Denisof trong vai Sandy Rivers (4 tập)
- Vicki Lewis trong vai Dr. Sonya (3 tập)
- Martin Short trong vai Garrison Cootes, Marshall's boss (3 tập)
- Frances Conroy trong vai Loretta Stinson (2 tập)
- Wayne Brady trong vai James Stinson (2 tập)
- Bill Fagerbakke trong vai Marvin Eriksen, Sr. (2 tập)
- Ray Wise trong vai Robin Scherbatsky, Sr., cha của Robin (1 tập)
- Suzie Plakson trong vai Judy Eriksen (1 tập)
- Cristine Rose trong vai Virginia Mosby (1 tập)
- Joe Nieves trong vai Carl (1 tập)
- Chris Romano trong vai Punchy (1 tập)
- Marshall Manesh trong vai Ranjit (1 tập)

### Diễn viên khách mời
- Conan O'Brien trong vai một người khách của quán (không được ghi tên)[4]
- Katie Holmes trong vai Naomi/Slutty Pumpkin[5]
- "Weird Al" Yankovic trong vai Chính anh
- Ernie Hudson trong vai Chính anh
- Brendan Robinson trong vai Ned

## Các tập phim
| Số tập tổng thể | Số tập theo phần | Tên tập phim                  | Đạo diễn      | Biên kịch                     | Ngày công chiếu      | Mã sản xuất | Khán giả Hoa Kỳ (theo triệu người) |
| --------------- | ---------------- | ----------------------------- | ------------- | ----------------------------- | -------------------- | ----------- | ---------------------------------- |
| 137             | 1                | "The Best Man"                | Pamela Fryman | Carter Bays & Craig Thomas    | 19 tháng 9 năm 2011  | 7ALH01      | 11.00                              |
| 138             | 2                | "The Naked Truth"             | Pamela Fryman | Stephen Lloyd                 | 19 tháng 9 năm 2011  | 7ALH02      | 12.22                              |
| 139             | 3                | "Ducky Tie"                   | Rob Greenberg | Carter Bays & Craig Thomas    | 26 tháng 9 năm 2011  | 7ALH03      | 10.50                              |
| 140             | 4                | "The Stinson Missile Crisis"  | Pamela Fryman | Kourtney Kang                 | 3 tháng 10 năm 2011  | 7ALH04      | 10.39                              |
| 141             | 5                | "Field Trip"                  | Pamela Fryman | Jamie Rhonheimer              | 10 tháng 10 năm 2011 | 7ALH06      | 8.89                               |
| 142             | 6                | "Mystery vs. History"         | Pamela Fryman | Chuck Tatham                  | 17 tháng 10 năm 2011 | 7ALH05      | 9.81                               |
| 143             | 7                | "Noretta"                     | Pamela Fryman | Matt Kuhn                     | 24 tháng 10 năm 2011 | 7ALH07      | 9.87                               |
| 144             | 8                | "The Slutty Pumpkin Returns"  | Pamela Fryman | Tami Sagher                   | 31 tháng 10 năm 2011 | 7ALH08      | 10.49                              |
| 145             | 9                | "Disaster Averted"            | Michael Shea  | Robia Rashid                  | 7 tháng 11 năm 2011  | 7ALH09      | 10.28                              |
| 146             | 10               | "Tick Tick Tick..."           | Pamela Fryman | Chris Harris                  | 14 tháng 11 năm 2011 | 7ALH10      | 10.42                              |
| 147             | 11               | "The Rebound Girl"            | Pamela Fryman | Carter Bays & Craig Thomas    | 21 tháng 11 năm 2011 | 7ALH11      | 10.01                              |
| 148             | 12               | "Symphony of Illumination"    | Pamela Fryman | Joe Kelly                     | 5 tháng 12 năm 2011  | 7ALH12      | 11.51                              |
| 149             | 13               | "Tailgate"                    | Pamela Fryman | Carter Bays & Craig Thomas    | 2 tháng 1 năm 2012   | 7ALH13      | 10.14                              |
| 150             | 14               | "46 Minutes"                  | Pamela Fryman | Dan Gregor & Doug Mand        | 16 tháng 1 năm 2012  | 7ALH14      | 10.08                              |
| 151             | 15               | "The Burning Beekeeper"       | Pamela Fryman | Carter Bays & Craig Thomas    | 6 tháng 2 năm 2012   | 7ALH17      | 9.98                               |
| 152             | 16               | "The Drunk Train"             | Pamela Fryman | Craig Gerard & Matthew Zinman | 13 tháng 2 năm 2012  | 7ALH16      | 9.01                               |
| 153             | 17               | "No Pressure"                 | Pamela Fryman | George Sloan                  | 20 tháng 2 năm 2012  | 7ALH15      | 9.68                               |
| 154             | 18               | "Karma"                       | Pamela Fryman | Stephen Lloyd                 | 27 tháng 2 năm 2012  | 7ALH18      | 9.07                               |
| 155             | 19               | "The Broath"                  | Pamela Fryman | Carter Bays & Craig Thomas    | 19 tháng 3 năm 2012  | 7ALH19      | 8.15                               |
| 156             | 20               | "Trilogy Time"                | Pamela Fryman | Kourtney Kang                 | 9 tháng 4 năm 2012   | 7ALH23      | 8.00                               |
| 157             | 21               | "Now We're Even"              | Pamela Fryman | Chuck Tatham                  | 16 tháng 4 năm 2012  | 7ALH22      | 7.24                               |
| 158             | 22               | "Good Crazy"                  | Pamela Fryman | Carter Bays & Craig Thomas    | 30 tháng 4 năm 2012  | 7ALH20      | 7.99                               |
| 159             | 23               | "The Magician's Code, Phần 1" | Pamela Fryman | Jennifer Hendriks             | 14 tháng 5 năm 2012  | 7ALH21      | 8.30                               |
| 160             | 24               | "The Magician's Code, Phần 2" | Pamela Fryman | Carter Bays & Craig Thomas    | 14 tháng 5 năm 2012  | 7ALH24      | 8.87                               |

### Liên kết chung
- "How I Met Your Mother Season 7 episodes". TV Guide. Truy cập ngày 25 tháng 3 năm 2012.
- "Shows A-Z - how i met your mother on cbs". the Futon Critic. Truy cập ngày 25 tháng 3 năm 2012.
- "How I Met Your Mother - Episode Guide". MSN TV. Bản gốc lưu trữ ngày 26 tháng 5 năm 2012. Truy cập ngày 25 tháng 3 năm 2012.
- "How I Met Your Mother: Episode Guide". Zap2it. Bản gốc lưu trữ ngày 6 tháng 1 năm 2012. Truy cập ngày 25 tháng 3 năm 2012.